# Soussey-sur-Brionne
Ne doit pas être confondu avec Brionne.
Soussey-sur-Brionne est une commune française située dans le département de la Côte-d'Or, en région Bourgogne-Franche-Comté.

## Géographie
La commune s'étend sur 14,6 km2 et compte 150 habitants depuis le dernier recensement de la population. Avec une densité de 10,3 habitants/km2, Soussey-sur-Brionne a connu une nette hausse de 47,1 % de sa population par rapport à 1999.
Entouré par les communes de Martrois, Uncey-le-Franc et Éguilly, Soussey-sur-Brionne est situé à 392 mètres d'altitude, à 5 km au nord-ouest de Bellenot-sous-Pouilly, le plus grand village des environs.
L'altitude varie entre un minimum de 348 mètres et un maximum de 525 mètres.
La commune fait partie de la Communauté de communes des Terres d'Auxois et est proche du parc naturel régional du Morvan.
Dans les années 1860, la combe Mialin est répertoriée par Joseph Garnier sur le territoire de la commune.
À la fin du XIXe siècle, l'abbé Denizot présentait ainsi la commune : « Cinq ou six bouquets de bois en occupent la cinquième partie; le reste est en terre labourable avec des prés et quelques vignes. Le village à l'ouverture d'une large gorge tout près de la vallée de l'Armançon, est placé sur le ruisseau de Montlevaux, formé et entretenu par huit ou dix sources et fontaines disséminées le long de son cours; ainsi les fontaines de Montraugeon, de la Tuère, de la Fontaine-qui-bout, etc. La rigole d'alimentation du canal, qui amène les eaux du réservoir de Grosbois, passe également au village, jusqu'au près duquel elle est souterraine. »

### Hameaux
Le Bourg, Beurey, Grand Champ.

### Lieux-dits
Principaux lieux-dits : L'Epinois, Tour de Jericho.
Le village compterait en tout 215 lieux-dits et anciens lieux-dits.

### Hydrographie

#### Cours d'eau
La Brionne, le Ruisseau de Martrois, le Ruisseau du Val d'Ete sont les principaux cours d'eau qui traversent la commune.
Un ancien cours d'eau le Moroillon, situé près du bois de Beurey, est mentionné en 1260.
Une rigole de 14 km a été construite en 1831 pour réaliser la jonction du réservoir de Grosbois, sur la Brenne, au canal de Bourgogne à 378 m d'altitude, ce qui donne une pente de 0,16 %. Cette rigole traverse la montagne de Soussey dans un souterrain long de 3 705 m qui débouche sur la commune où elle capte l'eau de la Brionne avant de faire de même avec deux autres ruisseaux en aval.
Le Mollevaux, affluent de l'Armançon, est répertorié en 1838.

#### Sources
Dans les années 1860, les fontaines Briant, La Fontaine-qui-bout et Fricotin sont répertoriées par Joseph Garnier sur le territoire de la commune. La fontaine La Sense est mentionnée par Alphonse Roserot.

### Communes limitrophes

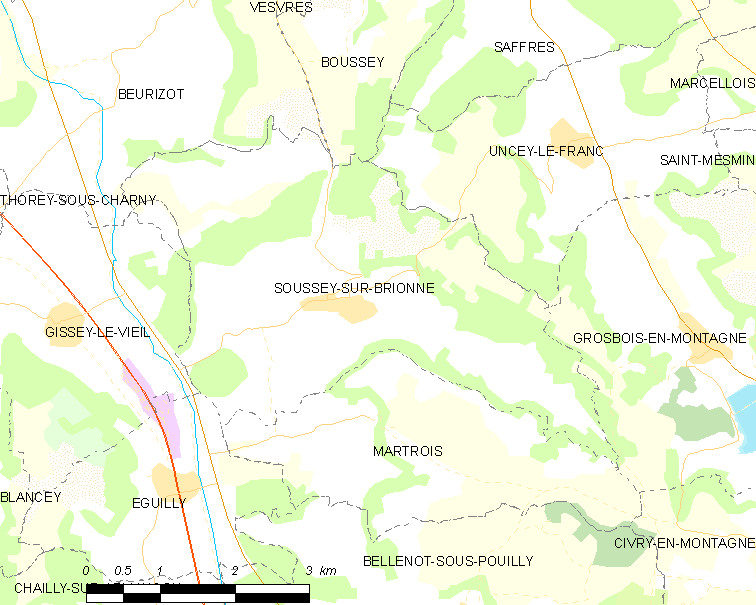
Carte de la commune de Soussey et des proches communes.

### Climat
Pour des articles plus généraux, voir Climat de la Bourgogne-Franche-Comté et Climat de la Côte-d'Or.
En 2010, le climat de la commune est de type climat des marges montargnardes, selon une étude du Centre national de la recherche scientifique s'appuyant sur une série de données couvrant la période 1971-2000. En 2020, Météo-France publie une typologie des climats de la France métropolitaine dans laquelle la commune est exposée à un climat océanique altéré et est dans la région climatique  Lorraine, plateau de Langres, Morvan, caractérisée par un hiver rude (1,5 °C), des vents modérés et des brouillards fréquents en automne et hiver. 
Pour la période 1971-2000, la température annuelle moyenne est de 10 °C, avec une amplitude thermique annuelle de 16,5 °C. Le cumul annuel moyen de précipitations est de 954 mm, avec 13,2 jours de précipitations en janvier et 8,2 jours en juillet. Pour la période 1991-2020, la température moyenne annuelle observée sur la station météorologique de Météo-France la plus proche, « Pouilly-en-Aux_sapc », sur la commune de Pouilly-en-Auxois à 7 km à vol d'oiseau, est de 10,7 °C et le cumul annuel moyen de précipitations est de 859,1 mm,. Pour l'avenir, les paramètres climatiques de la commune estimés pour 2050 selon différents scénarios d'émission de gaz à effet de serre sont consultables sur un site dédié publié par Météo-France en novembre 2022.

## Urbanisme

### Typologie
Au 1er janvier 2024, Soussey-sur-Brionne est catégorisée commune rurale à habitat dispersé, selon la nouvelle grille communale de densité à 7 niveaux définie par l'Insee en 2022.
Elle est située hors unité urbaine et hors attraction des villes,.

### Occupation des sols
L'occupation des sols de la commune, telle qu'elle ressort de la base de données européenne d’occupation biophysique des sols Corine Land Cover (CLC), est marquée par l'importance des territoires agricoles (68,4 % en 2018), une proportion sensiblement équivalente à celle de 1990 (69,1 %). La répartition détaillée en 2018 est la suivante : prairies (49,7 %), forêts (29,2 %), terres arables (9,4 %), zones agricoles hétérogènes (9,3 %), zones urbanisées (2,4 %). L'évolution de l’occupation des sols de la commune et de ses infrastructures peut être observée sur les différentes représentations cartographiques du territoire : la carte de Cassini (XVIIIe siècle), la carte d'état-major (1820-1866) et les cartes ou photos aériennes de l'IGN pour la période actuelle (1950 à aujourd'hui).

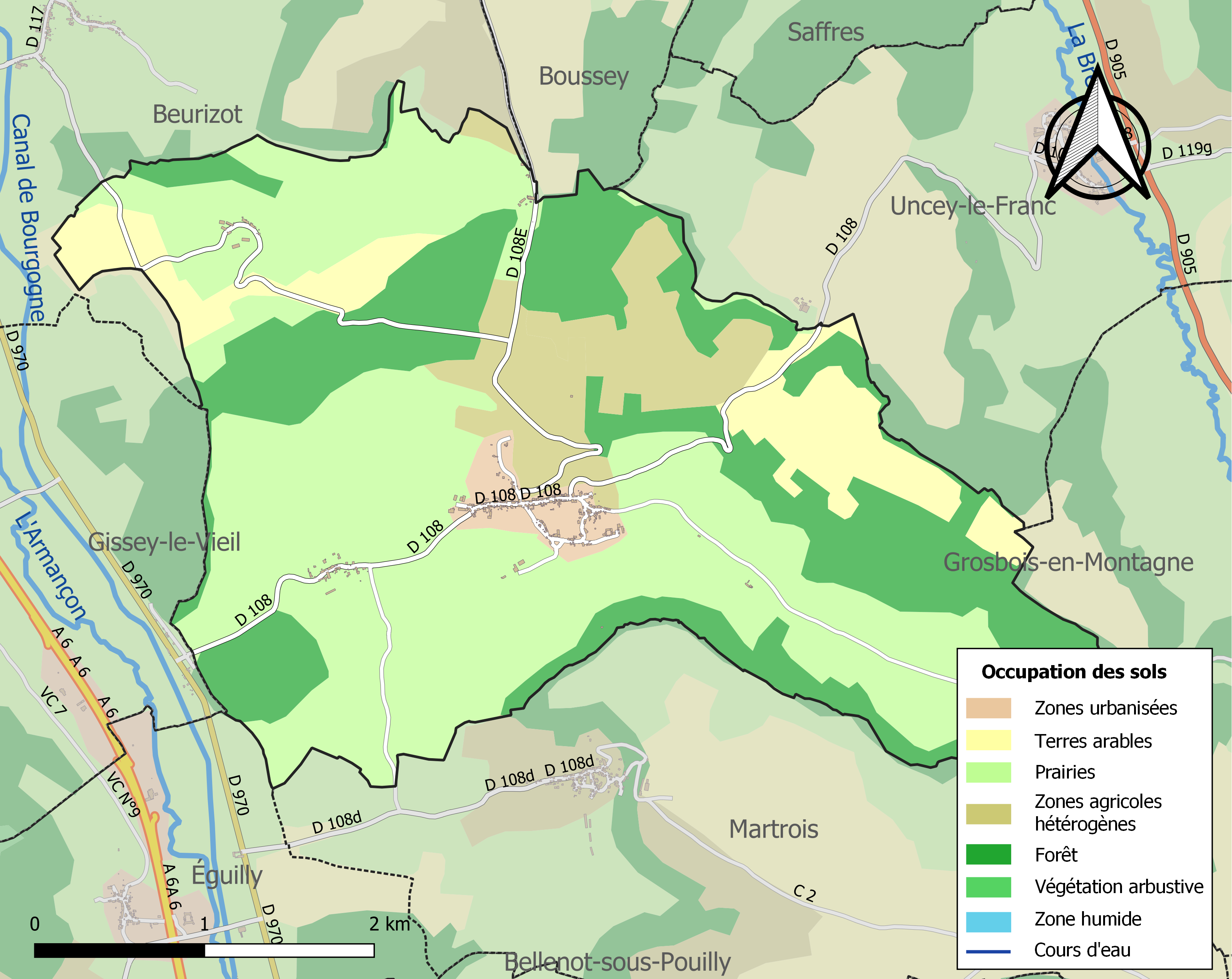
Carte des infrastructures et de l'occupation des sols de la commune en 2018 (CLC).

## Toponymie

### Soussey
Le nom de la localité est attesté dès le IXe siècle sous les formes latinisées : Selsiacus au XIe siècle, Sollicia, Sucei et Josbertus de Soceio en 1134, Soceium, Socceium (1219), Sauceyum en 1294, Soceyum ou Socceyum avant 1312, Souceyum vers 1400 et romanes: Soce, Socce, Soccé (Ecclesia Sancti Johannis de Soccé en 1178), Succé en 1188, Socé en 1229, Soccey, Secé en 1264, Soucé en 1282, Soucey en 1310, Soulcey en 1375, Soncey en 1397, Soussey en 1442, Soucey dessus Grant Champt en 1461 Soucy ou Soussy en 1489, Soulsey en 1549, Saulcy en 1574, Saucy en 1657, Soissey en 1668, Soussoy en 1676,,.
En patois Soussi; le nom du village pourrait représenter le nom ancien de la rivière (aujourd'hui la Brionne).

### Beurey
Celles du hameau de Beurey sont attestées dès le XIIe : Burriacum en 1163, Burreium en 1186, Burré en 1187, Burreum en 1196, Burri en 1260, Burreyum en 1287, Burretum en 1293, Burrey en 1343, Beurré en 1574, Beurey en 1657, Beurrey en 1661, Barée en l'Auxois proche Beurizot en 1688 et Boeurey en 1734.

### Grand Champ
Celles du hameau de Grand Champ sont attestées dès le XIIIe : Grandis Campus en 1252, Grant Champ en 1260, Gran Chan en 1285, Grant Champt en 1461, Grand Champ en 1625, Grand Champs en 1713.

### L'Epinois
Celles de l'ancien hameau de L'Epinois sont attestées également dès le XIIIe : Coma d'Espinés en 1219, Planta d'Espineaul en 1290, L'Espinois en 1295, Grangia d'Espineaus en 1298, Espineaux en 1300, L'Espinoy en 1657, Lespinois en 1668 (Baronnie de Pouilly, siège de Lespinois), L'Epinoy en 1783, L'Epinay en 1787, Saint-Agri-Lepinois au XVIIIe, L'Epinoi au XVIIIe.

## Histoire

### Préhistoire et Antiquité
Au début du XXe, un instituteur de Beurizot nommé Isidore Cazet, découvre sur le plateau de Soussey de nombreux silex taillés. À la même époque, les ruines d'une villa gallo-romaine sont également mises à jour.
Une des nombreuses voies romaines découvertes dans cette région, reliant Alise à Pouilly-en-Auxois via Vitteaux, passe par Soussey et notamment la ferme de l'Epinois.

### Moyen Âge
En 886, l'église de Soussey figure parmi celles qui appartiennent à l'abbaye de Saint-Seine.
En 1134, l'évêque en confirme la possession à l'abbé.
Le hameau de Beurey est mentionné dès 1160.
En 1181, l'abbaye de Saint-Seine acquiert des biens à Soussey et Martrois, en donnant : 1) une absolution aux âmes des ancêtres des vendeurs ; 2) à leur famille une part des prières des moines ; 3) en remettant 20 livres à Robert de Soce et 60 sols à Régnier son fils.
Au XIIe, il existe, au lieu-dit du rocher de « La Tour de Jericho », une tour polygonale, dont les bases, et un peu plus bas des restes de case-encoche, sont encore visibles. Selon Hervé Mouillebouche, il s'agit d'un des exemples les plus pittoresques de bourg « avorté » au même titre que les châteaux de Vergy, Tart-le-Bas et Saint-Beury. En effet, on y voit aussi « une source captée et une petite chapelle romane isolée, dont les somptueuses sculptures et les peintures murales témoignent que les seigneurs du XIIe avaient engagé de gros investissements pour essayer d'attirer quelques manants au pied de leur château ».
En 1204, Ylla de Thorey donne les hameaux (Granges) de Beurey et de l'Epinois à l'Abbaye de la Bussière.
Au XIIIe, il apparait que l'église de Soussey dépend du Prieuré de Glanot (Mont-Saint-Jean).
Vers 1280, des seigneurs de Mont-Saint-Jean (Côte-d'Or) fondent le prieuré de Saint-Jean de Jéricho qu'ils confient à l'abbé de Saint-Seine et la chapelle de l'Ermitage attenante est transformée en église. Le prieuré disparait au XVIe. Il est rétabli un peu plus tard et disparait à nouveau à la Révolution.
Le 31 octobre 1364, le Duc Philippe II de Bourgogne, après avoir chevauché toute la nuit depuis Dijon, se rend à Soussey (sans doute au château) pour y « disner » et « gister » afin de tenter de reprendre Grand Champ aux Grandes compagnies.
La population de Soussey (Grandchamp excepté) est en 1397 de huit serfs solvables et de trois misérables.
Vers l'année 1430, Antoine de Toulongeon, chevalier, sire de Traves, de La Bastie et de Soussey, vend 100 francs la " tondoison " du bois de Lignières audit Soussey.
En 1450, sous le Duché de Philippe le Bon, un dénommé Ogier de Soussey sollicite et obtient le pardon du Duc à la suite de l'homicide involontaire commis par les familles Rebel et Maillet, quelques années auparavant à Soussey, sur la personne du prêtre de Thoisy-la-Berchère, Guillaume Doille, celui-ci ayant tenté d'abuser de la sœur d'Ogier, Claude Maillet et menacé d'excommunier plusieurs villageois de Soussey.
Selon Alphonse Roserot, « il y avait un château-fort à Grand Champ dès 1461 ».
En 1499, il est fait mention sur Soussey d'un fief dépendant d'Eguilly: Le Rochon.
Aux XVe, XVIe et XVIIe, Soussey fait partie du bailliage d'Arnay-le-Duc et est rattaché à la prévôté de Pouilly-en-Auxois.

### Temps modernes
En 1654, la cure est dite « la plus modique du diocèse ».
En 1681, il est fait mention du Moulin-Aval, au hameau de Grand Champ.
En 1756, le bailli de Vitteaux, Claude Bouchard père, au nom de Jacques Drouas, seigneur de Velogny et frère de Claude Drouas de Boussey, vient rendre hommage à la Baronne de Soussey.
À la même époque, Soussey fait partie de la subdélégation de Vitteaux.
Vers 1775, toutes dépendances comprises, la population compte quatre-vingt-cinq feux (300 communiants).
Une petite dîme nommée la Gerbe de Jericho, qui dépend du prieuré, fait à la fin du XVIIIe le sujet d'un long procès, décidé par arrêt vers 1775, en faveur du curé.
L'un des derniers ermites de La Chapelle Saint-Jean, le Frère François, publie en 1782, chez l'éditeur Defay de Lyon son « Essai sur les maladies contagieuses du bétail, avec les moyens de les prévenir et d'y remédier efficacement ».
Au XVIIIe et XIXe, la ferme de Montsaugeon est répertoriée ainsi: Maumaugeon (1783), Mausaugeon (Carte de Cassini) et Montsaugeon (Garnier).
Sous l'Ancien Régime, Soussey est rattaché à la recette d'Arnay-le-duc en ce qui concerne la perception de l'impôt.
Pour la circonscription ecclésiastique, jusqu'au XXe, le village fait partie de l'archiprêtré de Pouilly-en-Auxois, lui-même dépendant de l'archidiaconé de Flavigny, dépendant lui-même du diocèse d'Autun.

### Révolution française et Empire
Faisant suite à la division du territoire français en départements fin 1789 par l'Assemblée nationale, Soussey, de 1790 à 1795, est rattaché au canton de Vitteaux comme 20 autres communes (22 selon une autre source) et fait partie ainsi du district de Semur. Lors de la suppression des districts en 1800, le canton de Vitteaux fut rattaché à l'arrondissement de Semur-en-Auxois.
Le 20 mars 1791, les écoliers de Soussey (avec ceux de Cessey, Sainte-Colombe, Velogny, Avosnes et Marcilly) participent à Vitteaux à une remise de prix pour les écoles favorisant l'enseignement des droits de l'homme et de la constitution, organisée par l'administration du département de la Côte-d'Or.
En 1798, l'agent communal de Soussey est un dénommé Darcy qui dépend de l'administration cantonale à Vitteaux.

### Époque contemporaine
À la fin du XIXe, il existe à Soussey une école de filles.
De 1891 à 1953, année de fermeture au service des voyageurs, Soussey a partagé une gare avec Gissey-le-Vieil sur la ligne d'Épinac à Pouillenay.
Soussey se voit attribuer le nom de Soussey-sur-Brionne en 1928.

## Politique et administration

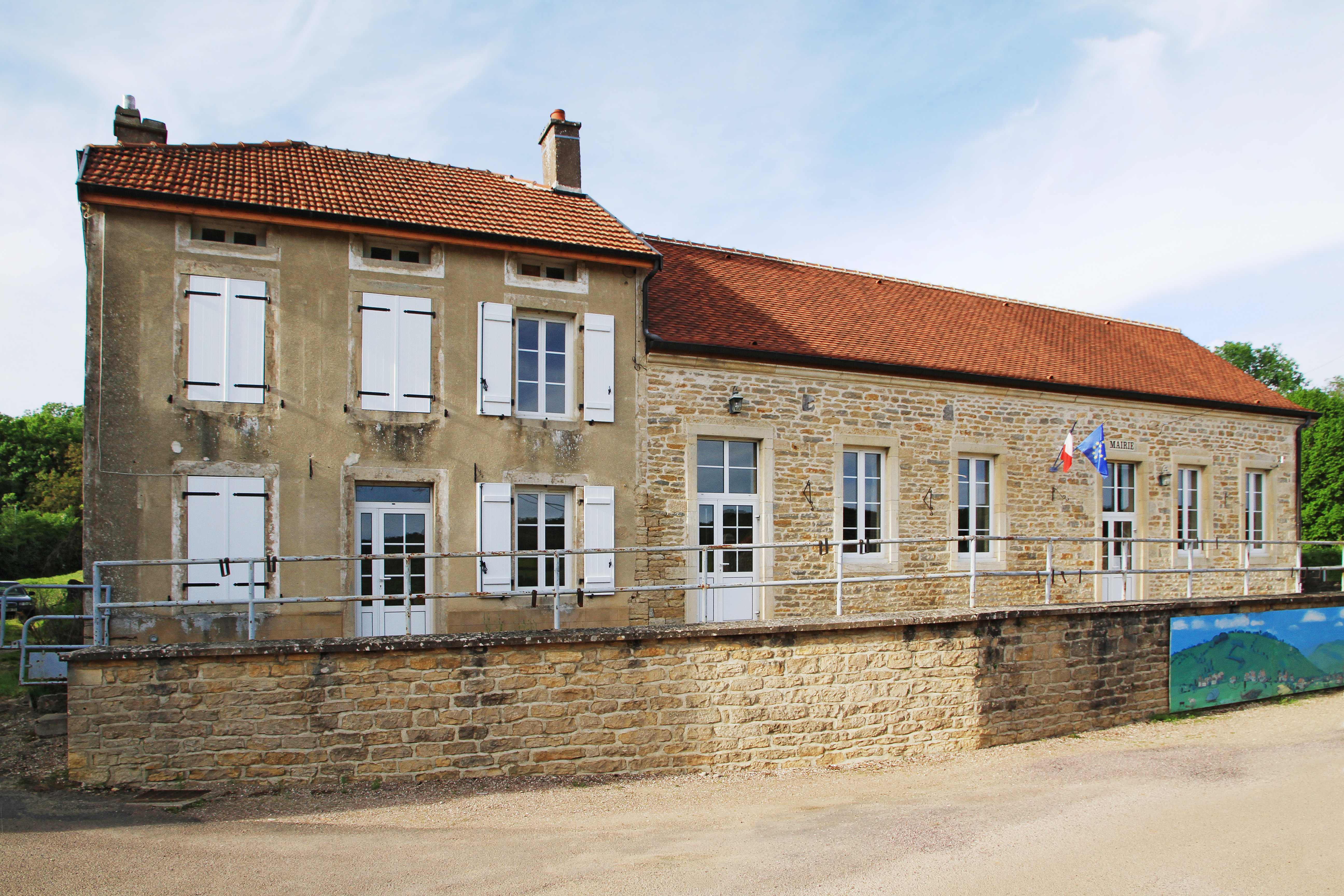
Mairie de Soussey-sur-Brionne.

| Période                                  | Période  | Identité         | Étiquette | Qualité                           |
| ---------------------------------------- | -------- | ---------------- | --------- | --------------------------------- |
| mars 2001                                | mai 2020 | François Froment | SE        | Agriculteur                       |
| mai 2020                                 | En cours | Yves Lanier      | SE        | Retraité,ex-cadre travaux publics |
| Les données manquantes sont à compléter. |          |                  |           |                                   |

## Démographie
L'évolution du nombre d'habitants est connue à travers les recensements de la population effectués dans la commune depuis 1793. Pour les communes de moins de 10 000 habitants, une enquête de recensement portant sur toute la population est réalisée tous les cinq ans, les populations de référence des années intermédiaires étant quant à elles estimées par interpolation ou extrapolation. Pour la commune, le premier recensement exhaustif entrant dans le cadre du nouveau dispositif a été réalisé en 2008.

En 2022, la commune comptait 158 habitants, en évolution de +5,33 % par rapport à 2016 (Côte-d'Or : +0,82 %, France hors Mayotte : +2,11 %).
| 1793 | 1800 | 1806 | 1821 | 1836 | 1841 | 1846 | 1851 | 1856 |
| ---- | ---- | ---- | ---- | ---- | ---- | ---- | ---- | ---- |
| 478  | 479  | 487  | 508  | 561  | 538  | 498  | 487  | 457  |

| 1861 | 1866 | 1872 | 1876 | 1881 | 1886 | 1891 | 1896 | 1901 |
| ---- | ---- | ---- | ---- | ---- | ---- | ---- | ---- | ---- |
| 428  | 426  | 431  | 418  | 400  | 385  | 364  | 358  | 334  |

| 1906 | 1911 | 1921 | 1926 | 1931 | 1936 | 1946 | 1954 | 1962 |
| ---- | ---- | ---- | ---- | ---- | ---- | ---- | ---- | ---- |
| 318  | 290  | 233  | 244  | 236  | 237  | 186  | 155  | 153  |

| 1968 | 1975 | 1982 | 1990 | 1999 | 2006 | 2008 | 2013 | 2018 |
| ---- | ---- | ---- | ---- | ---- | ---- | ---- | ---- | ---- |
| 128  | 121  | 108  | 104  | 102  | 125  | 132  | 145  | 155  |

| 2022 | - | - | - | - | - | - | - | - |
| ---- | - | - | - | - | - | - | - | - |
| 158  | - | - | - | - | - | - | - | - |

## Économie

### Agriculture
Au XIXe, la principale production agricole à Soussey concernait la culture des pruneaux (ainsi qu'à Viserny).
La culture de la vigne de l'Auxois était également principalement localisée dans ces deux communes, mais la concurrence des vins de la Côte a progressivement entraîné leur disparition à Soussey. Les flancs des collines autrefois plantés de vignes sont devenus des prés. Cependant, la commune est comptée dans l'indication géographique protégée "coteaux-de-l'Auxois" qui pourrait rendre possible la relance de la viticulture sur des coteaux bien exposés comme cela s'est produit par exemple à Flavigny-sur-Ozerain.
Selon Michel-Hilaire Clément-Janin (1831-1885), journaliste et historien, le rocher de la Tour de Jericho, près de la Chapelle Saint-Jean, était au moins jusqu'au XIXe, le lieu-dit d'un climat.

## Culture et festivités

### Dialecte
Le dialecte parlé jadis à Soussey et dans les environs, est le bourguignon-morvandiau, patois issu de la langue d'oïl. Une vieille chanson, interprétée autrefois pendant les noces ou dans les réunions de toutes sortes, intitulée « Épitre des sobriquets du canton de Vitteaux » évoque les principaux villages environnants et notamment, au début d'un de ses couplets, celui de Soussey :
(...)
Etsé l'gorman d'Sain Jan (voici le gourmand de Saint-Jean)
Lé vaichai d'Soussey (les vaches de Soussey)
(...)

## Lieux et monuments
La commune compte 1 monument inscrit à l'inventaire des monuments historiques, 6 monuments ou édifices répertoriés à l'inventaire général du patrimoine culturel, 2 éléments répertoriés à l'inventaire des monuments historiques et 2 objets répertoriés à l'inventaire général du patrimoine culturel.
À l'est du village se niche la sortie du tunnel de 3,6 km emprunté par la rigole qui relie Grosbois au canal, que l'on repère sur la montagne grâce aux puits de ventilation disséminés dans les prés. Aux alentours, on croise une petite cascade sur le ruisseau de Brionne et d'anciennes tufières.
Une autre rigole, beaucoup plus petite, est creusée dans un mur en tuf au lieu-dit Godot ; une sorte de micro-aqueduc original qui guide les eaux de la source pétrifiante de Bouchasey.

### Patrimoine religieux
- L'église de la Nativité : chœur XIIIe, nef XVIe, chapelle seigneuriale et avant-chœur XIVe siècle, haut clocher, 2 pierres tombales, tableau XVIIe siècle, une litre funéraire XVIIe avec les armoiries des Damas. À l'extérieur, petit bas-relief d'un Christ. Le mur d'enceinte accueille un puits niché dans l'épaisseur de la maçonnerie, protégé par une grille en fer forgé où deux anges dos à dos et une Vierge veillent sur l'eau précieuse.
- La chapelle Saint-Jean: XIIe siècle autrefois dénommée Le Clos Saint-Jean[91], ou Hermitage Saint-Jean[58] ou La Chapelle Saint-Jean de l'Ermitage[92], était l'abside d'une ancienne église aujourd'hui disparue[93]. Elle fait l'objet d'un classement au titre des Monuments historiques  Classé MH (10 novembre 1925)[94]. À proximité, la source miraculeuse indiquait les chances de survie des nourrissons. On y jetait les langes. Derrière la chapelle s'étirent de belles roches et un énorme rocher isolé porte les ruines de la « Tour de Jéricho ». Elle était considérée comme une tour à signaux.
- La ferme de l'Épinois : ancienne grange cistercienne avec sa chapelle Saint-Agrice. Elle dépendait de l'abbaye de la Bussière. C'était l'un des trois sièges de la justice de la baronnie de Pouilly-en-Auxois[95].

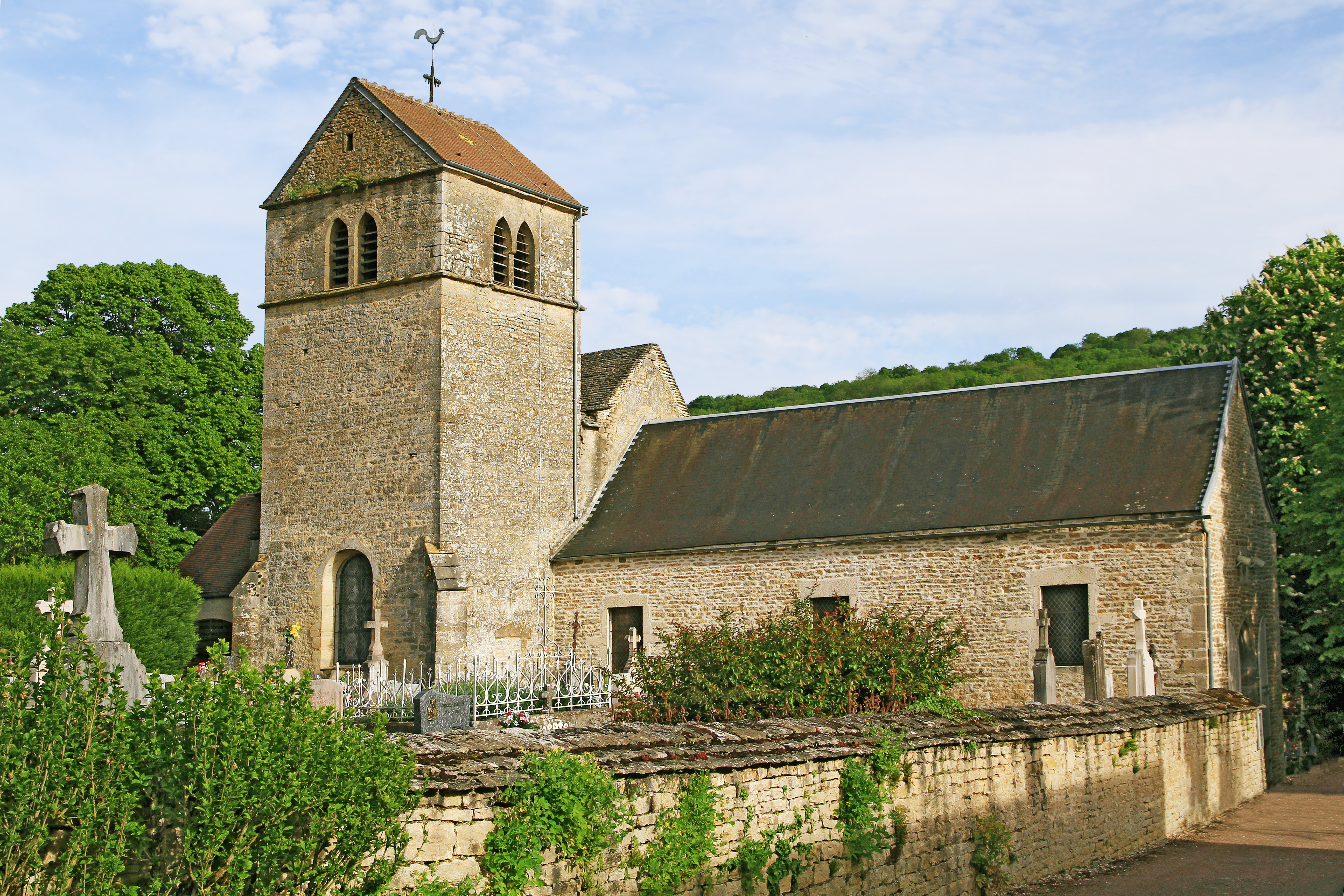
L'église dans son enclos...
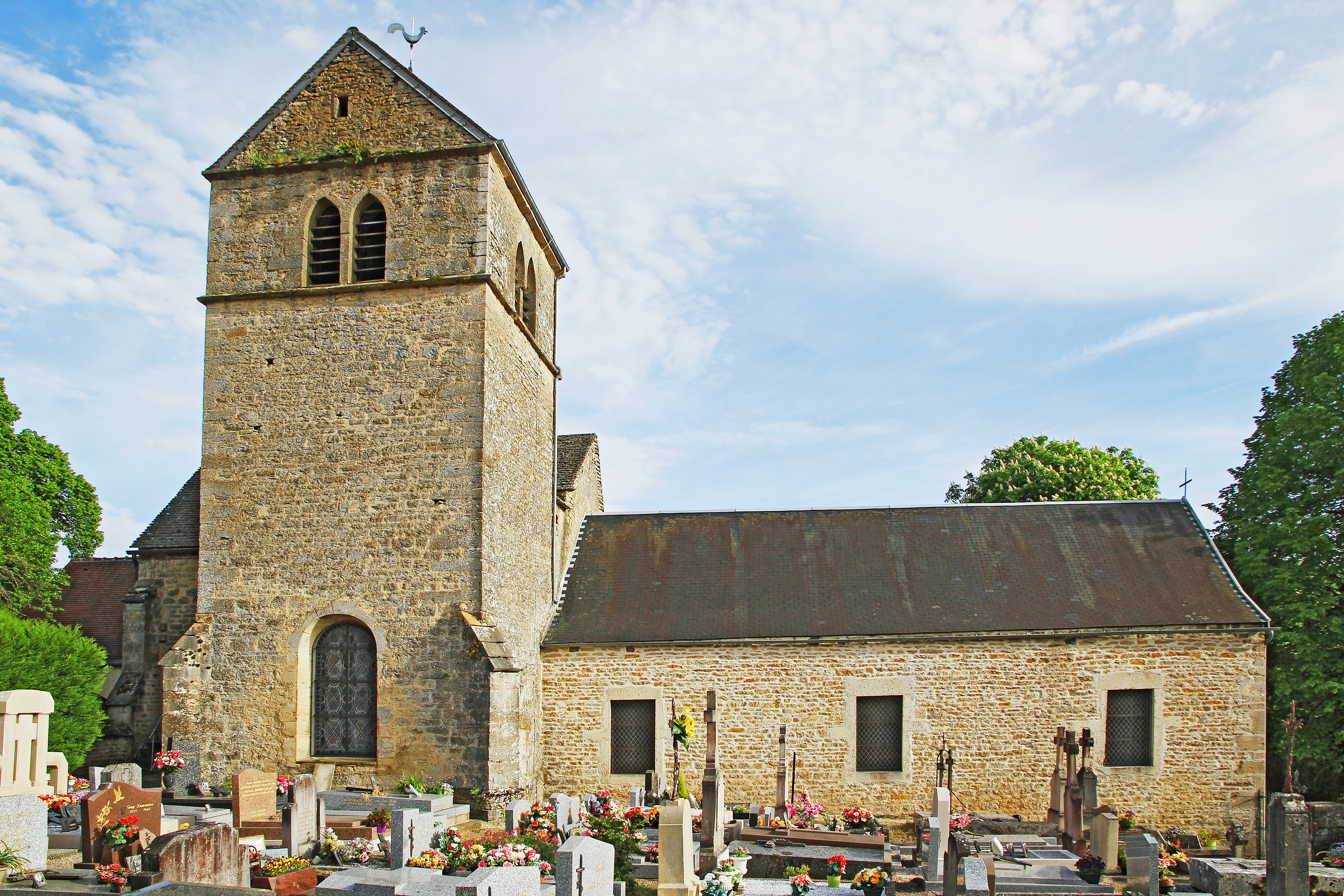
qui inclut aussi le cimetière.
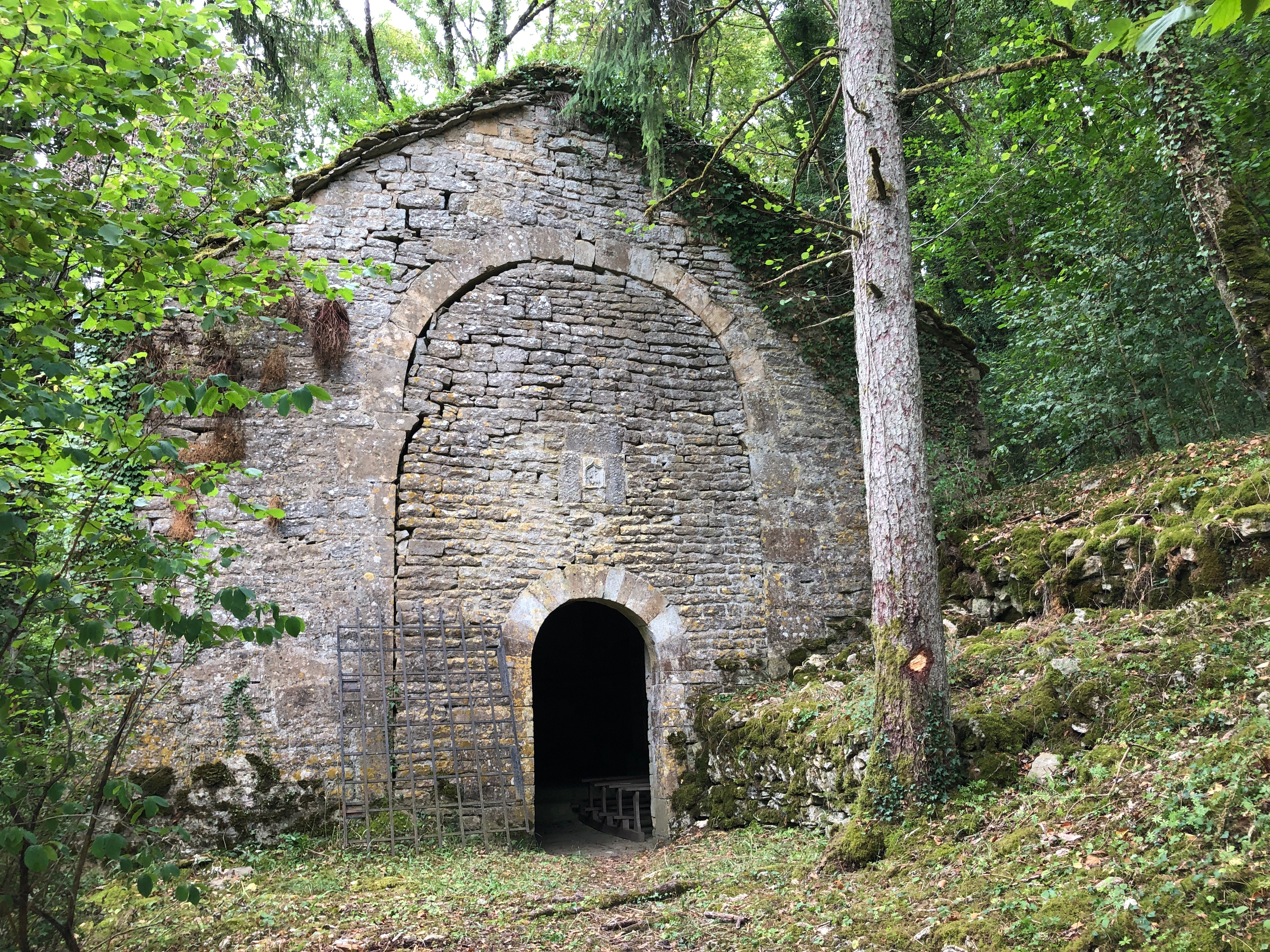
La Chapelle Saint-Jean (vue extérieure).
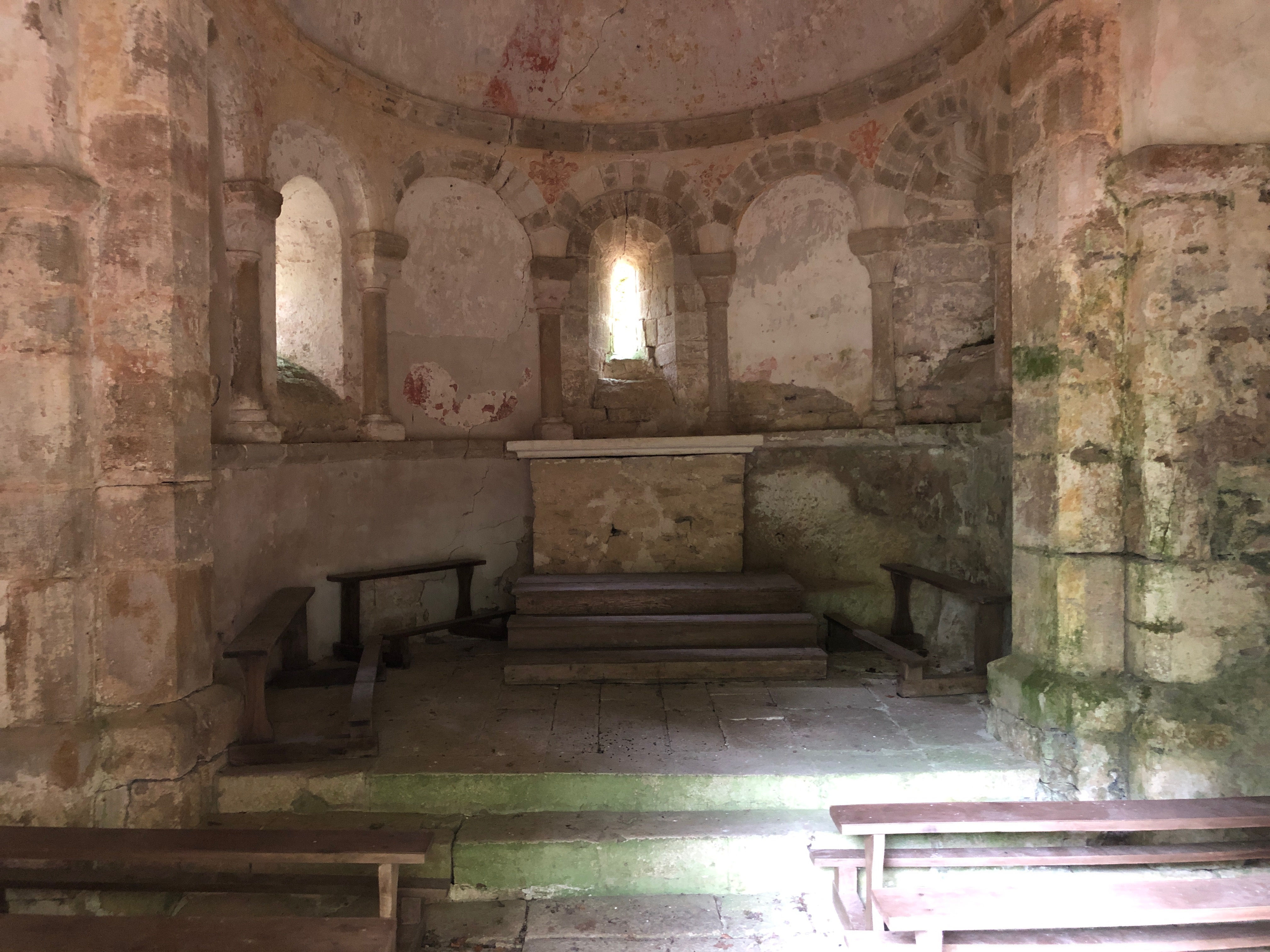
La Chapelle Saint-Jean (vue intérieure).
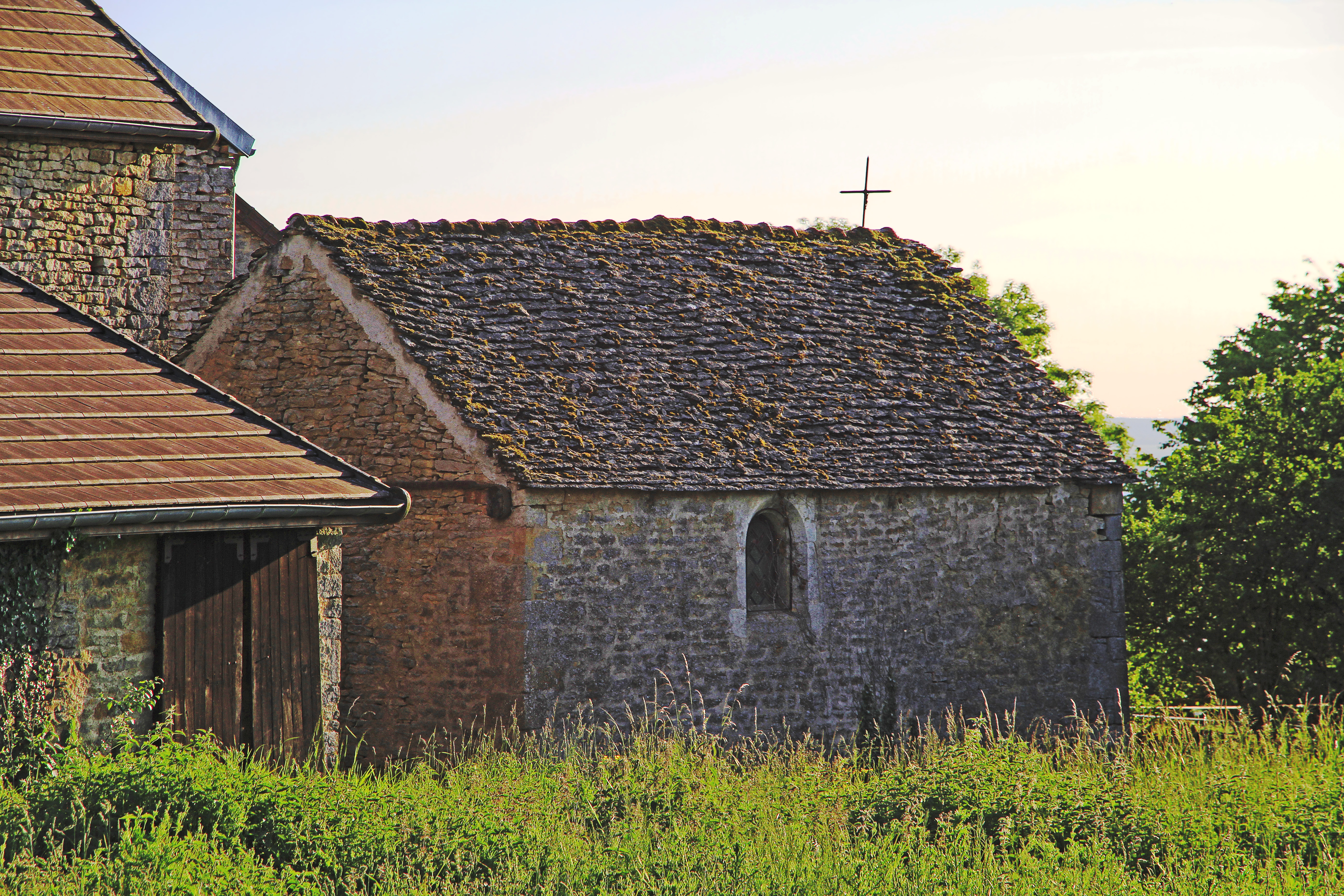
Chapelle Saint-Agrice de l'ancienne abbaye trappiste de l'Épinois.

### Patrimoine civil
- Le château : XIIIe siècle, XVIe siècle et XVIIe siècle car les différents bâtiments furent ajoutés au fur et à mesure[96]. Au-delà de la porte charretière, on aperçoit la maison-tour du XIIIe siècle, vénérable donjon[97] carré avec tourelle d'escalier à vis coiffé d'un toit en tuile. Les autres bâtiments qui se répartissent autour de la cour datent du XVIe siècle. Dans le parc coule une rivière au bord de laquelle se trouve un colombier. Le château habité peut se visiter en partie sur rendez-vous où la vie d'une famille seigneuriale y est reconstituée avec meubles et mannequins. Jardin à la française dans la cour intérieure. Parc à l'anglaise autour du château. Classé au titre des Monuments historiques  Classé MH (6 décembre 1984)[98]. Claude Courtépée écrit que, de son temps, les armoiries de Pracomtal et de Saulx (1585) étaient visibles sur la façade de la tour[41].

Au village, on trouve aussi :
- la mairie-école (XIXe),
- une intéressante maison vigneronne du XIIe avec puits intérieur,
- la maison du procureur d'office Jean-Louis Nauret (édifiée en 1658) située face à l'entrée de l'église,
- un pigeonnier carré,
- de nombreux ponts faits de dalles de pierre,
- un pont-aqueduc permettant à un ruisseau de se glisser sous la rigole du canal. Plusieurs moulins à eau profitaient jadis de la rivière comme le moulin Capitain ou le moulin de Grandchamp.

À Grand Champ, on découvre un « château » moderne, composé de plusieurs bâtiments dont une tour néo-gothique bâtie au XIXe, qui a pris la place d'un château fort des XIIe-XIIIe dont ne subsistent que quelques traces de murs. L'ensemble cache une demeure « Belle Époque » aux toits d'ardoise parfois appelée « Villa des Vallées » et un beau pigeonnier carré. La première trace écrite du fief de Grand-Champ date de 1323 mais selon Alphonse Roserot, Soussey, en 1461 le château-fort se limitait encore à une simple tour. Le 31 octobre 1364, le duc Philippe II, se rend à Soussey afin de reprendre Grand Champ aux Grandes compagnies. En 1499, Grant Champ appartient à Othenin de Cléron, seigneur de Saffres et d'Is.
Le château fait l'objet de remaniements aux XVIe et XVIIe siècles. En 1787, il n'en reste qu'une tour carrée dite tour du Pont, qui donnait accès antérieurement au château composé d'un donjon et un grand corps de logis à deux étages, le tout fermé de murailles avec parapet et fossés tout autour et à l'entrée un pont-levis avec pont dormant. Une basse-cour fermée de murailles avec parapet et fossés précédait l'ensemble.
Le hameau garde quelques maisons couvertes de laves et un modeste oratoire accueillant plusieurs statuettes.
Enfin à Beurey, seule une croix en bois retient l'attention dans ce hameau composé de quelques demeures.

## Personnalités liées à la commune

### Seigneurs connus de Soussey et de ses dépendances[100]
Sous les duchés de Bourgogne, les fiefs faisant partie du territoire correspondant actuellement à celui du département de la Côte-d'Or, étaient principalement tenus par des barons, tous vassaux des ducs. La baronnie de Soussey en faisait partie.

#### Moyen Âge
- Josbert (ou Jobert) de Soccey vers 1130
- Régnier (ou Rénier) de Soccey au XIIe, son fils
- Robert de Soce, son fils, au XIIe
- Jean de Soce au XIIe
- Hervé de Sombernon au début du XIIIe
- Hervé de Saffres en 1233[102]
- Norges de Grand Champ en 1252
- Eudes de ..... en 1301
- Jean de Thil en 1310
- Jean Choulot, Sire de Grand Champ en 1330
- Hugues de l'Epinois, Chevalier en 1348

#### Renaissance
- Jeanne de Poupet, Dame de Soussey et Saint-Beury en 1501[103]
- René de Clermont, Chevalier, Maître d'Hôtel ordinaire du Roy, Seigneur de Saint-Beury, Saint-Thibaut et Soussey en 1519[104]
- Charles de Poupet, Baron de Soussey et Jeanne-Philiberte de la Baume-Suze, son épouse[105]
- Anne de Poupet[106], leur fille et Baronne de Soussey
- Laurent de Pracomtal, quitta le Dauphiné et devient son époux et Seigneur de Soussey en 1535
- Andremond de Pracomtal, leur fils, Chevalier, député de la noblesse de Bourgogne et Baron de Soussey en 1575 et époux de Toussainte de Saulx-Ventoux
- Alain de Fallerans, Seigneur de Grand Champ, et en partie de Soussey et Martrois en 1582[107]

#### XVIIe
- Antoine de Pracomtal, gentilhomme de la chambre, fils d'Andremond, Baron de Soussey en 1611[108]
- Anne de Bourbon Busset, son épouse, Baronne de Soussey (1595-1641), fille de César de Bourbon Busset (1565-1631) et sœur de Charles de Bourbon Busset (1590-1632)[109]
- Louise de Pracomtal, leur fille, Baronne de Soussey
- François Damas, Comte de Crux, Vicomte d'Anlezy, son époux en 1648[110]
- Antoine-Louis Damas, Chevalier, Comte de Crux, Baron de Soussey et de Saint-Thibault, époux en 1670 de Marie-Anne Coutier de Souhey[111]
- Jacques et Louis de Reugny, écuyers, Seigneurs en partie de Martrois et Soussey en 1673[112]
- Etienne Damas (1674-1721), Chevalier, Comte de Crux, Baron de Souhey et de Saint-Thibault, Seigneur de Soussey, époux en 1701 de Margueritte-Etiennette d'Achey[113]
- Alexandre de Repas, Seigneur de Soussey, de Grand Champ et Martrois en partie, 1er maire perpétuel de Vitteaux à partir de 1692[114].

#### XVIIIe
- Alexandre de Repas, son fils, Seigneur de Soussey, 2e maire perpétuel de Vitteaux en 1713 puis Seigneur de Grand Champ vers 1740
- Jean-Baptiste Simon, Seigneur de Grand Champ, Soussey, Martrois en partie en 1722[115]
- La Baronne de Damas (Marie-Michelle?) vers 1756[116]
- Edme-Armand de Riollet de Gissey, Seigneur de Grand Champ, Soussey et en partie de Martrois en 1769[117],
- Claude-Charles de Damas, Marquis de Crux, Seigneur de Soussey en 1770[117]
- Simon de Grandchamp, Seigneur de Grand Champ, Trésorier de France, économe de l'hôpital de Vitteaux vers 1778

### Administrateurs de seigneurie, procureurs, prévôts, baillis et curés connus de Soussey
- Balbinier, vers 1200, Prévôt de Soussey[41]
- Claude Nauret (ou Navret?), né vers 1600, procureur en la justice de Soussey
- Jean Louis Nauret (ou Navret?), 1627-1710, fils du précédent, notaire, procureur fiscal et juge administrateur du seigneur de Soussey[118], époux (en 1648) de Jeanne de Bourbon Busset (1630-1683)[119]
- Annet Nauret (ou Navret?), 1650-1733, fils du précédent, notaire, procureur d'office et juge administrateur du seigneur de Soussey[120]
- Gaigneraux, vers 1650 est le curé de Soussey[121]
- P. Artus, vers 1660 est le curé de Soussey[121]
- J. Chrestien, vers 1710 est le curé de Soussey[121]
- Alexandre Aury, vers 1756, bailli de Soussey[122]
- Jean Baptiste Toussaint Marandon, curé de Soussey[123] est nommé, en 1773, curé de Vitteaux par résignation de son prédécesseur[124].
- Malogé, curé de Soussey pendant la révolution refusera de prêter serment à la Constitution civile du clergé[125].

### Divers
- Philibert Robert, notaire, recteur d'école et ancien procureur d'Eguilly, est né (date inconnue) et décédé en 1735 à Soussey.
- Philibert Robert, notaire à Soussey entre 1761 et 1781[126].

### Auteurs
Gérard Garouste, enfant, passe ses vacances chez sa tante à Soussey-sur-Brionne (L'Intranquille, livre de poche).